# Aphidius uzbekistanicus
Aphidius uzbekistanicus är en stekelart som beskrevs av Luzhetzki 1960. Aphidius uzbekistanicus ingår i släktet Aphidius och familjen bracksteklar. Arten är reproducerande i Sverige. Inga underarter finns listade i Catalogue of Life.